# جایزه بزرگ اسپانیا ۱۹۵۱
جایزه بزرگ اسپانیا ۱۹۵۱ (انگلیسی: ‎1951 Spanish Grand Prix‎) یک مسابقهٔ موتوری در رشتهٔ اتومبیل‌رانی فرمول یک بود که در تاریخ ۲۸ اکتبر ۱۹۵۱ در پیست پدرالبس واقع در بارسلون، اسپانیا برگزار شد. این گراند پری در میان ۸ گراند پری در فصل ۱۹۵۱، مسابقهٔ شمارهٔ ۸ بود.
در این مسابقه که در ۷۰ دور و به مسافت ۴۴۲٫۱۲۰ کیلومتر (۲۷۴٫۷۲۱ مایل) برگزار شد، پول پوزیشن توسط آلبرتو اسکاری کسب شد و سریع‌ترین زمان برای طی یک دور پیست که برابر با ۲:۱۶٫۹۳ بود نیز توسط خوان مانوئل فانخیو به ثبت رسید.
خوان مانوئل فانخیو از تیم آلفا رومئو، خوزه فریلان گونزالز از تیم فراری و نینو فارینا از تیم آلفا رومئو به‌ترتیب مقام‌های اول تا سوم مسابقه را کسب کردند.

## رده‌بندی قهرمانی پس از مسابقه
| رده‌بندی قهرمانی رانندگان \| \| جایگاه \| راننده \| امتیاز \| \| -------- \| ------ \| ------------------- \| ------- \| \| \| ۱ \| خوان مانوئل فانخیو \| ۳۱ (۳۷) \| \| \| ۲ \| آلبرتو اسکاری \| ۲۵ (۲۸) \| \| \| ۳ \| خوزه فریلان گونزالز \| ۲۴ (۲۷) \| \| \| ۴ \| نینو فارینا \| ۱۹ (۲۲) \| \| \| ۵ \| لوییجی ویلورزی \| ۱۵ (۱۸) \| \| منبع:[۱] \| \| \| \| |        |                     |         |
| | جایگاه | راننده              | امتیاز  |
| | ۱      | خوان مانوئل فانخیو  | ۳۱ (۳۷) |
| | ۲      | آلبرتو اسکاری       | ۲۵ (۲۸) |
| | ۳      | خوزه فریلان گونزالز | ۲۴ (۲۷) |
| | ۴      | نینو فارینا         | ۱۹ (۲۲) |
| | ۵      | لوییجی ویلورزی      | ۱۵ (۱۸) |
| منبع: |        |                     |         |

یادداشت
- تنها پنج جایگاه نخست از هر رده‌بندی نمایش داده شده‌است.